# Arboretum de Grignon
L'arboretum de Grignon est un arboretum français situé dans la commune de Thiverval-Grignon, département des Yvelines en Île-de-France.
D'une superficie de 0,8 hectare, il se trouve dans le domaine de l'ancienne école nationale supérieure d'agronomie de Grignon, maintenant intégrée dans l'Institut des sciences et industries du vivant et de l'environnement (AgroParisTech).
L'arboretum comprend environ 125 espèces et variétés d'arbres, parmi lesquelles on note la présence de quelques spécimens adultes de Cedrus atlantica, Fagus sylvatica var. "Tortuosa", Ginkgo biloba, Gleditsia triacanthos, Parrotia persica, Pinus nigra subsp. Laricio, Sophora japonica "pendula" et Zelkova carpinifolia.
Il est fermé au public, cependant des visites de groupe peuvent être organisées sur demande.

## Histoire
L'arboretum a été créé en 1873 par Pierre Mouillefert, professeur à l'école nationale d'agriculture de Grignon, qui publia en 1889 une plaquette donnant une description de l'arboretum et le catalogue des arbres qui y étaient cultivés. Le plan et le catalogue établis par Pierre Mouillefert ont disparu lors de l'exode de 1940.
L'arboretum est progressivement reconstitué par la suite.
Une dernière série de plantations a été effectuée au cours des années 1976-1978 dans la partie historique. De nombreux arbres ont été étiquetés en 1975 avec l'aide de Georges Callen de l'Arboretum de Chèvreloup et en 1991, un chercheur de l'Inra, Augustin Scalbert, réalisa un inventaire cartographié et informatisé des arbres de l'arboretum et du jardin botanique. L'arboretum comprenait alors environ 230 spécimens, dont 66 % de feuillus et 34 % de conifères.
L'arboretum subit de graves dommages au cours de la tempête de décembre 1999, qui détruisit 23 arbres, dont un « arbre de fer » (Parrotia persica), et en endommagea gravement 16 autres.
L' « Association de l'arbre de fer », régie par la loi du 1er juillet 1901, fut créée en 2001 pour assurer la protection et la promotion du patrimoine naturel d'AgroParisTech et notamment du site de Grignon, en collaboration avec divers partenaires intéressés, parmi lesquels le Centre de formation professionnelle et de promotion agricole et horticole (CFPAH) de Saint-Germain-en-Laye, l'association sport, culture, loisirs (ASCL) de Thiverval-Grignon et les associations d'étudiants d'AgroParisTech. En 2003, elle engagea la restauration de l'arboretum ainsi que la création d'un sentier de découverte botanique et la réhabilitation du jardin botanique de l'école. Depuis 2005, les collections d’arbres sont principalement complétées et renouvelées à proximité dans la zone du jardin anglais grâce à de nombreux dons de particuliers. 